# 闻喜县
闻喜县是中国山西省运城市所辖的一个县，面積有1160平方公里，縣人民政府駐桐城鎮牌樓東街888號。

## 名稱來源
古称桐乡。秦时，命名为左邑。 前112年秋 即西汉元鼎五年，南越国叛乱，汉武帝派十万大军讨伐，经过1年多的战斗，于前111年冬，平定了南越国，捷报传到汉武帝时，汉武帝正在前去视察河南缑氏（一说征讨匈奴）的途中，正好在左邑县的桐乡，汉武大喜，遂把左邑县的一部分划了出来，改为闻喜。后左邑县也并入闻喜。历时2,000多年，一直沿用至今。

## 行政区划
闻喜县下辖7个镇、6个乡：
桐城镇、郭家庄镇、畖底镇、薛店镇、东镇镇、礼元镇、河底镇、阳隅镇、侯村镇、裴社镇、后宫乡和石门乡。

## 人口
根据(山西省)运城市第七次全国人口普查公报显示：闻喜县常住人口为355269人。

## 交通
- 342国道过境。

## 經濟
传统的农业县。是山西省重要的小麦产区，重要的棉花生产基地。工业主要是玻璃，金属镁，产品远销海外。

## 特产
闻喜煮饼, 闻喜花馍